# Renée Friedman
Renée Frances Friedman ist eine US-amerikanische Ägyptologin.

## Leben
Renée Friedman studierte an der University of California in Berkeley Ägyptologie. Sie promovierte 1994. Ihre Dissertation schrieb sie über Predynastic Settlement Keramik aus Naga-ed-Deir und Hierakonpolis. Überwältigt von dem Reichtum des prädynastischen Hierakonpolis wurde sie Mitglied der Hierakonpolis Expedition unter Fred Harlan und 1996 deren stellvertretende Direktorin. Seit 1996 ist sie als Kuratorin am British Museum tätig.

## Veröffentlichungen (Auswahl)
- mit Douglas J. Brewer: Fish and Fishing in Ancient Egypt (= The natural history of Egypt. Band 2). Aris & Philips, Warminster 1989, ISBN 0-85668-485-6.
- als Herausgeberin mit Barbara Adams: The Followers of Horus. Studies Dedicated to Michael Allen Hoffman (= Egyptian Studies Association Publication. Band 2 = Oxbow Monograph. Band 20). Oxbow Press, Oxford 1992, ISBN 0-946897-44-1.
- The Ceremonial Centre at Hierakonpolis Locality HK29A. In: Jeffrey Spencer (Hrsg.): Aspects of early Egypt. British Museum Press, London 1996, ISBN 0-7141-0999-1, S. 16–35.
- mit Vivian Davies: Egypt. British Museum Press, London 1998, ISBN 0-7141-1911-3 (US-Ausgabe als: Egypt uncovered. Stewart, Tabori & Chang, New York NY 1998, ISBN 1-556-70818-1; in deutscher Sprache: Unbekanntes Ägypten. Mit neuen Methoden alten Geheimnissen auf der Spur. (Aus dem Englischen übersetzt von Friederike Busse). Theiss, Stuttgart 1999, ISBN 3-8062-1393-3).
- Badari Grave Group 569. In: William V. Davies (Hrsg.): Studies in Egyptian Antiquities. A Tribute to T. G. H. James (= British Museum Occasional Papers. Band 123). British Museum, London 1999, ISBN 0-86159-123-2, S. 1–12.
- mit Amy Maish, Ahmed G. Fahmy, John C. Darnell und Edward D. Johnson: Preliminary Report on Field Work at Hierakonpolis: 1996–1998. In: Journal of the American Research Center in Egypt. Band 36, 1999, ISSN 0065-9991, S. 1–35, doi:10.2307/40000200.
  - The Predynastic Cemetery at HK43. In: Journal of the American Research Center in Egypt. Band 36, 1999, ISSN 0065-9991, S. 3–11.
  - Excavations at HK64. In: Journal of the American Research Center in Egypt. Band 36, 1999, ISSN 0065-9991, S. 18–23.
  - The Dynastic Tombs.  In: Journal of the American Research Center in Egypt. Band 36, 1999, ISSN 0065-9991, S. 29–34.
- als Herausgeberin: Egypt and Nubia. Gifts of the Desert. British Museum Press, London 2002, ISBN 0-7141-1954-7.